# Casă de locuit (Maximovca)
Casă de locuit este o clădire amplasată în Maximovca, raionul Anenii Noi, Republica Moldova. Este un monument arhitectural de importanță națională inclus în Registrul monumentelor Republicii Moldova ocrotite de stat cu nr. 105 (raionul Anenii Noi). Datează de la înc. sec. XX.